# 大室高原
大室高原（おおむろこうげん）とは、静岡県伊東市富戸に所在する大規模な温泉付き別荘地。

## 概要
大室山・伊豆シャボテン公園の東方、伊豆高原の北隣に、伊豆ぐらんぱる公園の手前、県道111号（遠笠山富戸線）上の「大室高原」交差点辺りまで造成されている、大規模な温泉別荘地。総区画約4500、総棟数約2500、定住数約1400世帯。
分譲地は、1丁目から11丁目まで分けられている。
伊豆高原（1963年（昭和38年）分譲開始）に6年先駆けて、1957年（昭和32年）から分譲を開始しており、大室山周辺のみならず伊豆半島東部全体で見ても、大規模別荘地の草分け的な別荘地となっている。管理は「伊豆総合産業 株式会社」。

## 交通・アクセス
敷地内を経由しつつ、伊豆シャボテン公園から伊豆高原駅（から伊豆海洋公園）をつなぐ東海バスの路線バスが、毎日10数本通っている。敷地内のバス停は、
- 大室山東
- 大室高原二丁目
- 理想郷東口
- 理想郷
- 大室高原九丁目
- 大島台入口
- 大室高原八丁目
- 大室高原七丁目

など。